# Union sportive Garazi
L'Union sportive Garazi est un club de rugby à XV basé à Saint-Jean-Pied-de-Port. Il est nommé d'après le nom basque de la commune, Donibane Garazi.
Fondé en 1963, il disparaît en 2003, s'unissant avec l'Union sportive Baigorri de Saint-Étienne-de-Baïgorry afin de créer l'Union sportive Nafarroa.

## Histoire
Le club est fondé en 1963, sous l'impulsion des frères Pierre et Jean-Gabriel Camou. Il prend les couleurs jaune et noir en référence au Stade montois, sacré champion de France quelques mois plus tôt[réf. nécessaire].
Comme pour de nombreux clubs de Soule et de Basse-Navarre et par opposition à ceux du Labourd, l'équipe de rugby de Saint-Jean-Pied-de-Port fait office de principal outil de notoriété nationale de la commune.
En 1975, le club est sacré champion de France de 1re série.
En 1993, il accède au groupe B de la première division du championnat de France.
Emmené par le troisième ligne Imanol Harinordoquy, le club remporte le championnat de France Balandrade en 1998.
Alors que le club se trouvait en Fédérale 1, il est relégué après la saison 2002-2003 en Fédérale 2.
En septembre 2003, l'Union sportive Garazi et l'Union sportive Baigorri fusionnent afin de donner naissance à l'Union sportive Nafarroa ; le club commence son histoire en Fédérale 2.

## Palmarès
- Championnat de France de 1re série :
  - Champion (1) : 1975.
- Championnat de France Balandrade :
  - Vainqueur (1) : 1998